# Musée du Costume
Das Musée du Costume ist ein französisches Museum in Avallon, Burgund. Es beherbergt heute über fünftausend Kleider, Modeaccessoires und Kostüme des 17. bis 20. Jahrhunderts.
Das Museum befindet sich im Hôtel Condé. Diese Gebäude diente bis zur Französischen Revolution 1789 als Residenz der Condé-Familie. Neben der kunstvoll im Stil des Barock gestalteten Fassade sind vor allem die einstigen Gemächer mit ihren Stuckaturen und Wandverkleidungen gut erhalten.